# Warren County (North Carolina)
Warren County ist ein County im Bundesstaat North Carolina der Vereinigten Staaten. Der Verwaltungssitz (County Seat) ist Warrenton.

## Geographie
Das County liegt im Nordosten von North Carolina, grenzt im Norden an Virginia und hat eine Fläche von 1149 Quadratkilometern, wovon 39 Quadratkilometer Wasserfläche sind. Es grenzt im Uhrzeigersinn an folgende Countys: Northampton County, Halifax County, Franklin County und Vance County in North Carolina sowie Mecklenburg County und Brunswick County in Virginia.
Im Norden hat das County Anteil an zwei großen Stauseen. Während vom John H. Kerr Reservoir nur einige Buchten bis in die nordwestliche Ecke des Warren County reichen befindet sich ein großer Teil des Lake Gaston auf County-Gebiet.
Warren County ist in 12 Townships aufgeteilt: Fishing Creek, Fork, Hawtree, Judkins, Nutbush, River, Roanoke, Sandy Creek, Shocco, Sixpound, Smith Creek und Warrenton.

## Geschichte
Warren County wurde 1779 aus dem nicht mehr existierenden Bute County gebildet. Benannt wurde es, ebenso wie die Bezirkshauptstadt Warrenton, nach Joseph Warren aus Massachusetts, einem Offizier, der bei der Schlacht von Bunker Hill gefallen ist.
25 Bauwerke und Stätten des Countys sind insgesamt im National Register of Historic Places eingetragen (Stand 18. März 2018).

## Demografische Daten

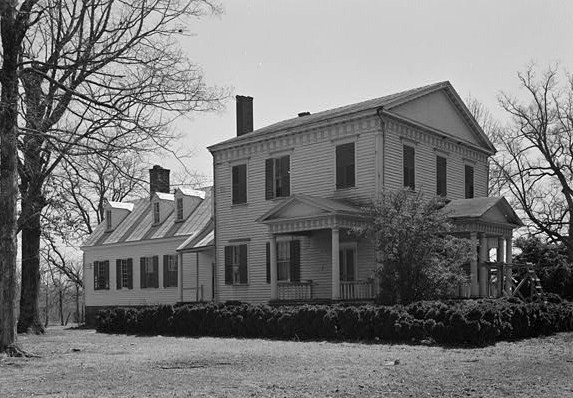
Das Elgin House, gelistet im NRHP mit der Nr. 73001381

Nach der Volkszählung im Jahr 2000 lebten im Warren County 19.972 Menschen. Davon wohnten 853 Personen in Sammelunterkünften, die anderen Einwohner lebten in 7.708 Haushalten und 5.449 Familien. Die Bevölkerungsdichte betrug 18 Einwohner pro Quadratkilometer. Ethnisch betrachtet setzte sich die Bevölkerung zusammen aus 38,90 Prozent Weißen, 54,49 Prozent Afroamerikanern, 4,79 Prozent amerikanischen Ureinwohnern, 0,13 Prozent Asiaten, 0,03 Prozent Bewohnern aus dem pazifischen Inselraum und 0,79 Prozent aus anderen ethnischen Gruppen; 0,88 Prozent stammten von zwei oder mehr Ethnien ab. 1,59 Prozent der Bevölkerung waren spanischer oder lateinamerikanischer Abstammung.
Von den 7.708 Haushalten hatten 28,2 Prozent Kinder unter 18 Jahren, die bei ihnen lebten. 49,2 Prozent davon waren verheiratete, zusammenlebende Paare, 17,3 Prozent waren allein erziehende Mütter und 29,3 Prozent waren keine Familien. 26,2 Prozent waren Singlehaushalte und in 12,2 Prozent lebten Menschen mit 65 Jahren oder älter. Die Durchschnittshaushaltsgröße betrug 2,48 und die durchschnittliche Familiengröße war 2,97 Personen.
23,5 Prozent der Bevölkerung waren unter 18 Jahre alt. 8,0 Prozent zwischen 18 und 24 Jahre, 26,3 Prozent zwischen 25 und 44 Jahre, 24,8 Prozent zwischen 45 und 64, und 17,4 Prozent waren 65 Jahre alt oder älter. Das Durchschnittsalter betrug 40 Jahre. Auf alle weibliche Personen kamen 96,6 männliche Personen. Auf alle Frauen im Alter von 18 Jahren oder darüber kamen 95,0 Männer.
Das jährliche Durchschnittseinkommen eines Haushalts betrug 28.351 $, das einer Familie 33.602 $. Männer hatten ein durchschnittliches Einkommen von 26.928 $, Frauen 20.787 $. Das Prokopfeinkommen betrug 14.716 $. 19,4 Prozent der Bevölkerung und 15,7 Prozent der Familien lebten unterhalb der Armutsgrenze. Darunter waren 24,9 Prozent der Kinder und Jugendlichen unter 18 Jahren und 20,8 Prozent der Personen im Alter ab 65 Jahren.